# Ô Lai
Ô Lai (tiếng Trung: 烏來區; bính âm: Wūlái Qū; Bạch thoại tự: U-lâi-khu) là một khu (quận) của thành phố Tân Bắc, Trung Hoa Dân Quốc (Đài Loan). Đây là một quận có tỷ lệ đô thị hóa thấp và nổi tiếng với các suối nước nóng. Tên của quận được bắt nguồn từ ngôn ngữ của thổ dân Atayal là qilux ulay có nghĩa "nóng và độc".